# Herwig Ahrendsen

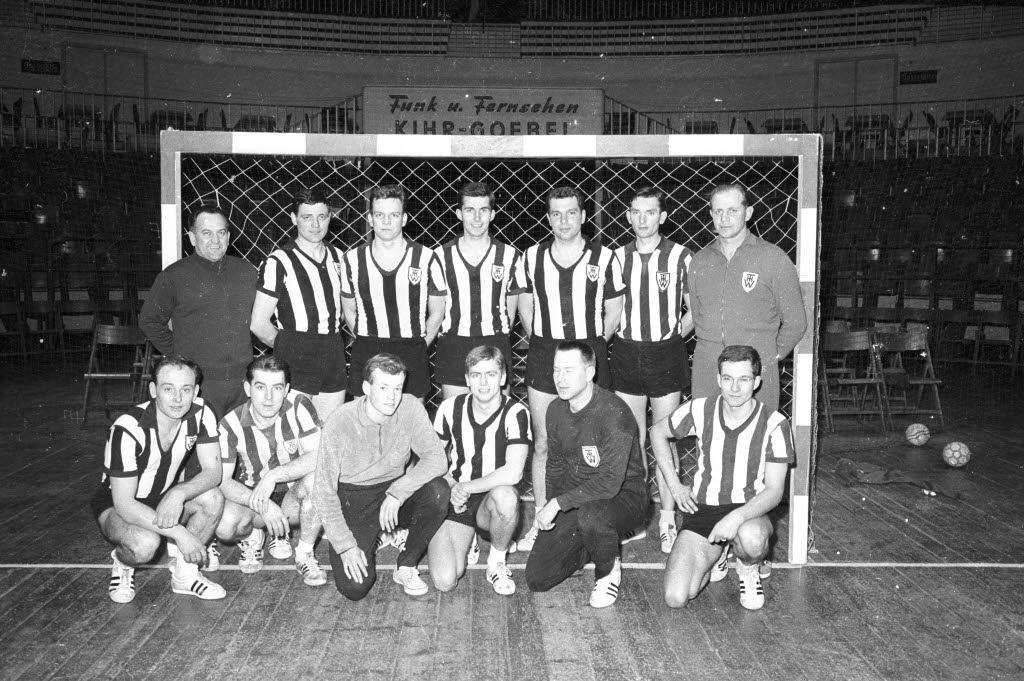
Herwig Ahrendsen (untere Reihe, vierter von links) 1967 im Kader des THW Kiel

Herwig Ahrendsen (* 1. März 1948 in Husum) ist ein ehemaliger deutscher Handballspieler.

## Leben und Wirken
Der 1,80 m große Linksaußen und Kreisläufer spielte seit 1963 beim THW Kiel und war ab 1967 in der Handball-Bundesliga dabei.
Für die Nationalmannschaft bestritt Ahrendsen 40 Länderspiele, in denen er 35 Tore erzielte. Er stand im Kader für die Weltmeisterschaft 1970, verpasste die Teilnahme aber, weil er sich kurz vor Beginn der Weltmeisterschaft den Fuß brach. Bei den Olympischen Spielen 1972 in München wechselte er sich mit Herbert Rogge auf Linksaußen ab. Die deutsche Mannschaft belegte am Ende den sechsten Platz.
Nach seiner sportlichen Laufbahn machte der Jurist Ahrendsen politische Karriere. Er war stellvertretender Regierungssprecher im Kabinett Barschel II und enger Vertrauter von Uwe Barschel. In die Barschel-Affäre war Ahrendsen eng verwickelt. Als die Sache aufzufliegen drohte, log Ahrendsen zugunsten Barschels, wie der Kieler Untersuchungsausschuss des Schleswig-Holsteinischen Landtags zur Untersuchung der Aktivitäten Barschels 1988 herausfand. Vom Vorwurf der uneidlichen Falschaussage wurde er im Strafprozess vor dem Landgericht Kiel freigesprochen. Nach Barschels Tod wurde Ahrendsen Dezernent bei der Oberfinanzdirektion Kiel. Nachdem er einem Bekannten zu Unrecht Entschädigungszahlungen aus Steuermitteln zugeschanzt hatte, wurde Ahrendsen 1997 vom Dienst suspendiert, 2004 zu einer Bewährungsstrafe verurteilt und daraufhin aus dem Staatsdienst entlassen.